# Premi Parramon
El Premi Parramon, creat per estimular l'estudi dels instruments d'arc, fou instituït el 1924 per Ramon Parramon Castany, constructor d'instruments de música, pianos i violeria a Barcelona. El concurs es deixà de convocar a partir de 1936, amb la Guerra Civil Espanyola.
El certamen anual atorgava com a premi un violí o un violoncel de concert de la prestigiosa marca Parramon, amb els seus corresponents estoig i arc de mestre, i s'adjudicava al deixeble de qualsevol Conservatori, Acadèmia o mestre particular, que en dia i hora prèviament indicats, executés amb més art i competència a criteri del jurat una determinada obra musical anunciada prèviament.

## Bases
Les bases del concurs eren les següents:
1. Els concursants podran ésser nacionals o estrangers, però és indispensable que hagin rebut llur instrucció musical a Espanya.
2. Els aspirants s'inscriuran a la Secretaria del Premi Parramon (carrer del Carme, núm. 8, 1r.) durant els dies que s'hauran fixat en la convocatòria per mitjà de la premsa, i hauran d'abonar, en concepte de compromís de compareixença, la quantitat de cinquanta pessetes, la qual serà retornada a l'interessat, immediatament després d'haver-se celebrat el concurs, igualment al guanyador que als altres candidats. Però si l'inscrit no compareix al concurs, o bé deixa de prendre-hi part, s'entendrà que renuncia a la quantitat dipositada i aquesta no li serà retornada.
3. Faràn la inscripció els interessats mateixos o persones degudament autoritzades; caldrà presentar un certificat del professor del concursant, on s'acrediti que aquest segueix encara els seus estudis, o bé que no fa més d'un any que els ha acabats. No seran admesos a concurs els que tinguin més de vint-i-dos anys.
4. Les persones que no hagin obtingut el Premi en el primer concurs a què es presentin no podran optar-hi més que una altra vegada; el qui hagi resultat guanyador no serà admès de llavors endavant.
5. El concurs consistirà en l'execució musical d'una obra escollida pel fundador del Premi, la qual serà anunciada, per mitjà de la premsa local, amb mig any d'anticipació.
6. Amb un espai de temps prudencial, s'anunciarà també el dia, l'hora i el lloc on se celebrarà el concurs.
7. El Jurat serà nomenat pel fundador, amb cura sempre d'escollir professors de diverses escoles.
8. No podrà formar part del Jurat cap professor que tingui deixebles aspirants al Premi.
9. El Jurat estarà format, almenys, per cinc professors competents, en el nomenament dels quals es procurarà, fins on sigui possible, que la majoria ho siguin de la classe d'instrument objecte del certamen.
10. Els concursants hauran de tocar per l'ordre que resulti d'un sorteig fet moments abans de celebrar l'acte. Si en tocar el torn a un dels aspirants aquest no compareix, es considerarà que ha renunciat, si no es presenta abans d'acabar l'examen de tots els inscrits i explica satisfactòriament, a parer del Jurat, els motius de força major que li han impedit de presentar-se puntualment.
11. Acabats els exercicis dels concursants, el Jurat es retirarà a deliberar i l'acte es considerarà acabat. El veredicte serà publicat a la premsa el dia següent.
12. El Premi serà lliurat immediatament després d'ésser conegut el veredicte.
13. S'adjudicarà una vegada a l'any. L'obra de concurs imposada s'anunciarà amb mig any d'anticipació, i es deixa a llire elecció de cada concursant una altra obra que ha de tocar a continuació de la primera.
14. El Premi consisteix en un instrument de concert (violí, viola o violoncel), equipat amb un arc d'artista i un estoig de luxe.

## El certamen
El concurs premiava alternativament estudiants de violí i de violoncel. El 1928, per suggeriment de Pau Casals, Joan Lamotte de Grignon i Antoni Nicolau. s'hi incorporà la viola. La convocàtòria de l'any 1934 es dedicà a la viola tenor, creada de feia poc pel taller Parramon; amb aquest motiu es feu exempció de les condicions dels aspirants pel que fa a l'edat i altres circumstàncies exigides en el concurs ordinari i s'hi afegí una dotació econòmica.
El programa obligatori que havia de ser executat en el certamen, celebrat sempre a la Sala Mozart, eren peces musicals anunciades prèviament; però a partir de la segona convocatòria, la segona peça -de no més de vuit minuts- quedava a la lliure elecció de l'aspirant. El nom dels membres del jurat –llevat del del president- no es feia públic fins que no concloïa el període d'inscripció i cada concursant havia de presentar-se amb un pianista que l'acompanyés en l'execució, si calia.
L'instrument que constituïa el premi solia exposar-se en un aparador cèntric, els primers anys a l'Armeria Beristain, del carrer de Ferran de Barcelona i en anys successius a la Casa Ochoa, una botiga del carrer de Pelai. L'any 1935, recollint alguns suggeriments, deixà de celebrar-se a la primavera i passà al mes de desembre, més lluny dels finals de curs dels alumnes aspirants. L'any 1936 ja només es va fer pública l'obra prescrita, sense que el certamen es pogués arribar a celebrar.

## Les edicions (1924-1935)

### I. 1924. Violí
Concert en mi menor de Mendelssohn, op. 64, per a violí i orquestra, i «Llarg» de la Sonata V de Bach, per a violí sol. Jurat: Mathieu Crickboom, Francesc Costa, Eduard Toldrà, Frank Marshall i Miquel Llobet. Premi per a Joan Coll i Gili, deixeble de Juli Jarque.

### II. 1925. Violoncel
Primer temps del Segon Concert, de Romberg, i una peça de lliure elecció. Jurat: Pau Casals, Pere Marés, Josep Munner, Eduard Toldrà i Climent Lozano. Premi per a Josep Trotta Millan, deixeble del mestre Josep Soler a l'Escola Municipal de Música. Mencions per a Ramon Baltasar, Julio Herrero i Gabriel Rodó. 28 d'abril de 1925.

### III. 1926. Violí
Primer temps del Segon Concert en re menor, de Wieniawski, i una peça de lliure elecció. Jurat: Joan Manén, Joan Massià, Enric Ainaud, Enric Casals, Josep Soler, Pere Valls i Joan Llongueras. 15 aspirants. Premi per a Rosa Garcia-Faria. Menció especial per a Ricard Abelló. Mencions honorífiques a Antònia Pich Santasusana, Ferran Porredon i Joan Peracaula. 7 de maig de 1926.

### IV. 1927. Violoncel
Primera part del Concert en la, de Davidov (Edició «Universal») i una peça de lliure elecció. Jurat: Pau Casals, Antoni Sala, Bernardí Gàlvez, Joan Massià, Manuel Viscasillas i Joan Nogués i Pon. 9 aspirants. Premi per a Lluis Millet Farga, deixeble de la professora Francesca Vidal a l'Institut Musical Casals. Menció especial per a Emilià Abadal i Ramon Miravall. 10 de maig de 1927.

### V. 1928. Viola
El Concertstück, del mestre Enescu, obra escrita expressament per al concurs de viola del Conservatori de París de 1908. Jurat: Joan Lamote de Grignon, Enric Ainaud, Joan Ribas, Alfred Romea i Gracià Tarragó. Premi per a Josep Julibert, deixeble del professor Eduard Toldrà. Menció honorífica per a Claudi Agell. 8 de maig de 1928.

### VI. 1929. Violí
Primer temps del Cinquè Concert, op. 37, en la menor, d'Henry Vieuxtemps. Jurat: Antonio Fernández Bordas (del Conservatori de Música i Belles Arts de Madrid), Enric Casals, Jaume Pahissa, Marian Perelló, Francesc Pujol. Premi per a Rafael Ferrer Fitó. 29 de maig de 1929.

### VII. 1930. Violoncel
Primer temps del Concert per a violoncel d'Enric Morera. Jurat: Enric Morera, Pere Marés, Ferran Pérez, Joan Pujal i Màrius Vergé. Premi per a Andreu Gomar, alumne de Josep Soler, a l'Escola Municipal de Música. Menció honorífica a Bonaventura Casalins. 19 de maig de 1930.

### VIII. 1931. Violí
La Fantasia apassionata, de Vieuxtemps, fins als setze compassos abans del «Llarg». Jurat: Joan Massià, Eduard Toldrà, Ferdinand Guérin, Alfons Vila i Manuel Jiménez. Premi per a Rosa Mas Mallén. Premi extraordinari -i un violí de la mateixa categoria- per a Neus Gas, que hi renuncià. Menció honorífica per a Maria Ventosa. 27 de maig de 1931.

### IX. 1932. Violoncel
Primer temps del Concert en re, de Mozart-Cassadó (Edició Schott), amb cadència escrita especialment per a aquest concurs pel mestre Gaspar Cassadó. Jurat: Joan Lamote de Grignon, Antoni Planàs, Ferran Pérez Prió, Gabriel Rodó i Sants Sagrera. Premi per a Conrad Giralt, deixeble de la professora Francesca Vidal, de l'Institut Casals. Menció honorífica a Francesc Gabarró i dues segones mencions a Maria Capdevila i Encarnació Vives. 24 de maig de 1932.

### X. 1933. Violí
Primer temps («Adagio ma non tropo») del Concert en re menor, de Max Bruch. Jurat: Eugéne Saury (solista de l'orquesta Lamoreux, de París), Mina Krokowski, Eduard Bocquet, Juli Jarque i Pere Vidal. 9 aspirants. Premi per a Maria Ventosa, deixebla de Rosa García Faria. Menció honorífica per a Joan A. Bou i Aleix Rossell. 4 de maig de 1933.

### XI. 1934. Viola-tenor
Primer temps del Concert en sol menor, per a viola, de Cecil Forsyth. Desert.

### XII. 1935. Violoncel
«Allegro» i «Largo maestoso», primer i segon temps del Concert en la, de Carl Philipp Emanuel Bach. Jurat: Jaume Pahissa, Joan Borràs de Palau, Bernardí Gàlvez Bellido, Josep Pere Marés i Josep Trotta. Premi per a Ernest Xancó Creixell, deixeble de Francesca Vidal i de Pau Casals. 6 aspirants. 26 desembre de 1935.

### XIII. 1936. Violí
Primer temps del Concert en la menor, múm 22, de Viotti, amb la cadència de Joachim.

## Segona etapa
Després de 1975 es reprengué d'alguna manera la tradició del certamen: la Fundació benèfico-docent partIcular de música R. Parramon convocà uns premis amb dotació econòmica per a estudiants de qualsevol instrument orquestral o de composició musical sense prou mitjans per a completar la seva formació. I, d'acord amb la tradició inicial, s'atorgaven a la primavera. La convocatòria es perllongà durant dues dècades.